# Acanthicus
Acanthicus é um gênero de grandes bagres sul-americanos blindados com boca de ventosa, nativos das bacias do Amazonas e do Orinoco, e possivelmente da Guiana. O nome Acanthicus é derivado do grego, akanthikos que significa espinhoso, espinhoso. Os peixes deste gênero são conhecidos como plecos de cauda de lira. Essas espécies são encontradas em grandes rios, principalmente em áreas com fundo rochoso e correnteza moderada ou forte.

## Espécies
Existem atualmente 2 espécies reconhecidas neste gênero:
- Acanthicus adonis Isbrücker & Nijssen, 1988 (adonis pleco, polka dot lyre-tail pleco)
- Acanthicus hystrix Agassiz em Spix & Agassiz, 1829 (pleco de cauda de lira)

A. hystrix também é conhecido como L155 pelo sistema de número L. Espécies possivelmente não descritas no gênero são L193 ( bacia do Orinoco ) e L407 ( bacia do Branco ), mas podem ser variantes de A. hystrix.

## Descrição

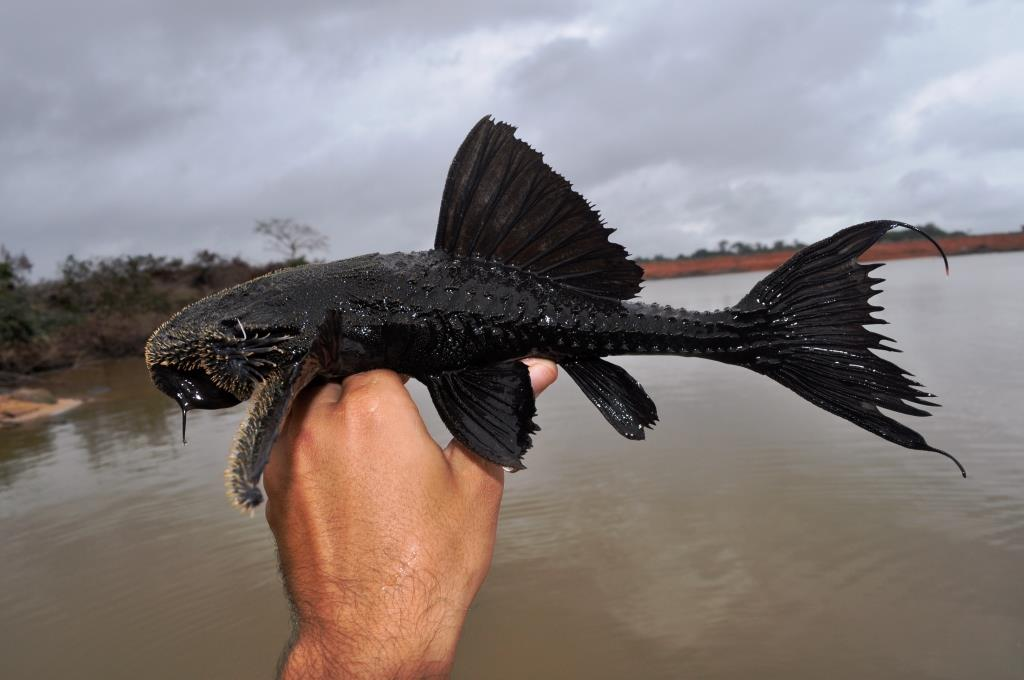
Acanthicus hystrix sempre carece de manchas brancas

Mesmo nesta foto relativamente escura, as manchas brancas finas neste Acanthicus adonis de tamanho médio podem ser vistas (manchas muito mais visíveis em juvenis)

Acanthicus está entre as maiores espécies da família Loricariidae. O maior A. adonis medido oficialmente é {30,5 cm no comprimento padrão (SL), e o maior A. hystrix medido oficialmente é 62,8 cm SL, mas ambos parecem atingir cerca de 100 cm SL.
Esses peixes são Loricariídeos relativamente delgados e espinhosos, sem nadadeira adiposa. A barbatana caudal possui longos lóbulos filamentosos nas margens superior e inferior e é bifurcada. Os espinhos das barbatanas peitorais são extremamente longos. A superfície dorsal inteiro da cabeça é coberto em robustos e afiados odontodes. Os odontódios formam uma quilha afiada nas placas laterais e, em juvenis, há poucos ou nenhum odontóide nas placas acima e abaixo das fileiras da quilha. Os odontódios das bochechas são bastante finos, mas numerosos. Os machos podem ter odontódios nas bochechas mais longos e odontódios muito alongados na espinha da nadadeira peitoral.
A cor destes peixes é preta, cinza escuro ou marrom médio a escuro. Ao contrário de A. hystrix, A. adonis juvenil mostra manchas brancas; estes são reduzidos com a idade e podem faltar em adultos grandes.

## No aquário
Tanto A. adonis como A. hystrix são algumas vezes mantidos em aquários e, especialmente, os juvenis de pintas brancas da espécie anterior são regularmente vistos no comércio. Eles são oportunistas, comedores onívoros que requerem água bem oxigenada. Seu enorme tamanho adulto e comportamento agressivo territorialmente significam que um tanque muito grande é necessário. O comportamento territorial visa principalmente outros bagres blindados com boca de ventosa e, durante as disputas, Acanthicus é conhecido por matar Pterygoplichthys gibbiceps (ele próprio tipicamente considerado uma espécie robusta). Eles foram criados em cativeiro.